# Sucrée de Montluçon
La Sucrée de Montluçon est une variété ancienne de poire. 

## Origine
Elle a été trouvée, vers 1812, dans la haie d'un jardin attenant au collège de Montluçon (Allier) par M. Rochet, jardinier du collège.

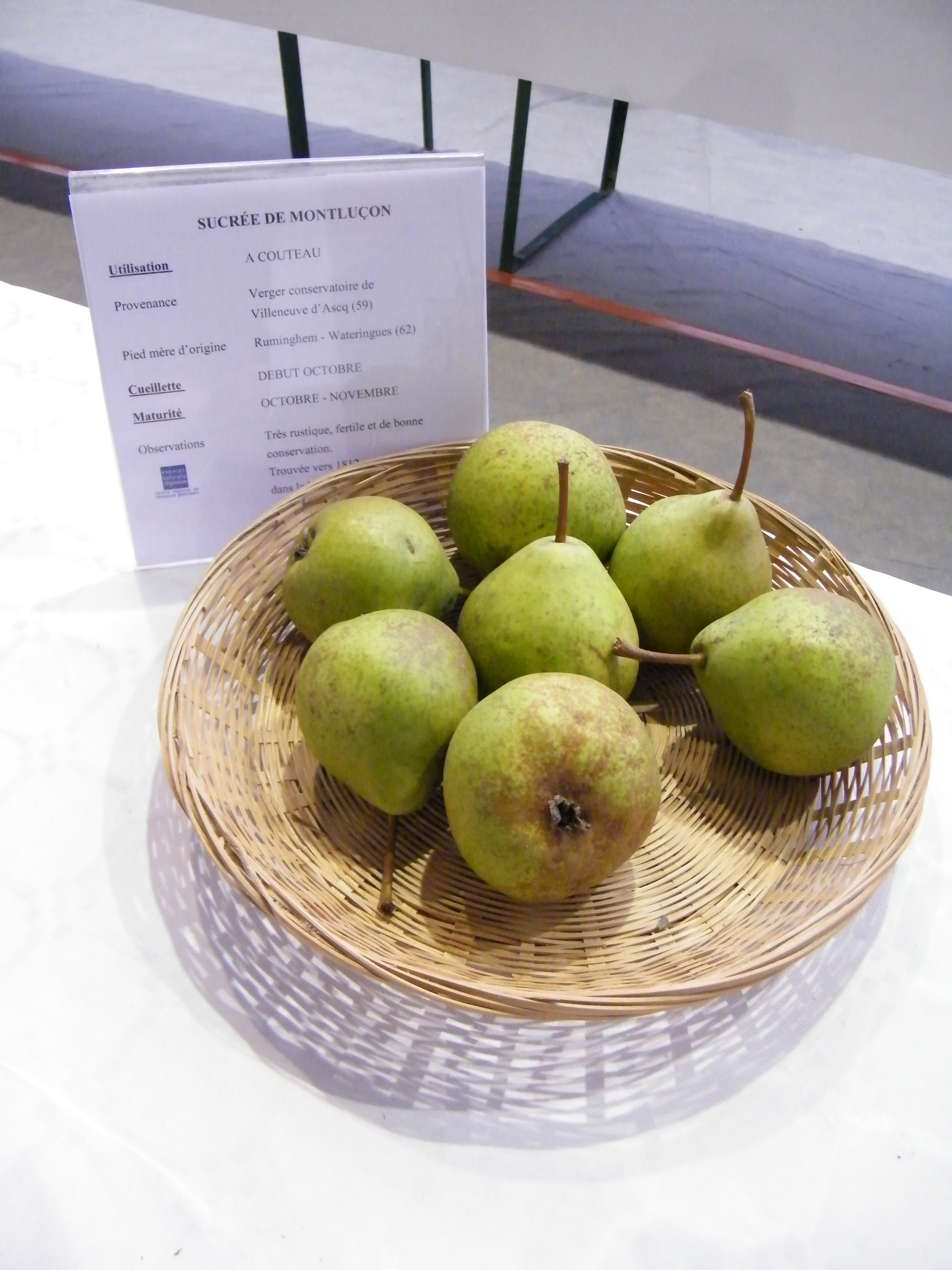
Sucrée de Montluçon.

## Synonymie
- Sucrée Vert de Rochet ,
- Gros Sucré Vert de Montluçon ,
- Sucrée verte[1],
- Sucrin vert[2].

## Description

### Arbre
Les rameaux sont gros, longs, ascendants, brun rougeâtre ; à lenticelles gris brun, grosses et saillantes.
Yeux moyens, coniques, allongés, écartés du rameau.
À greffer sur franc ou sur cognassier, suivant les formes auxquelles l'arbre sera soumis. Celle sur laquelle on la cultive le plus est la tige où, greffée sur franc, elle produit abondamment en tous terrains et à toutes expositions.
Résistante à la tavelure du poirier, cette variété pourrait être cultivée en culture intensive pour l'approvisionnement des marchés locaux.
D'une fertilité abondante, c'est un arbre destiné à produire des fruits d'amateur et de commerce.

### Fruit
Assez gros, turbiné, aussi large que haut, le fruit a une surface unie ou bosselée.
Épiderme fin, ferme, d'un jaune herbacé, pointillé de brun, d'un ton plus chaud à l'insolation.
Pédicelle assez mince, moyen, souvent arqué, implanté dans une cavité bosselée.
Œil grand, régulier, mi-ouvert, en cavité peu profonde et régulière.
Chair blanchâtre, assez fine, fondante, à saveur sucrée, agréablement parfumée.
Qualité : bonne.
Maturité : octobre - novembre.